# BBC Manchester

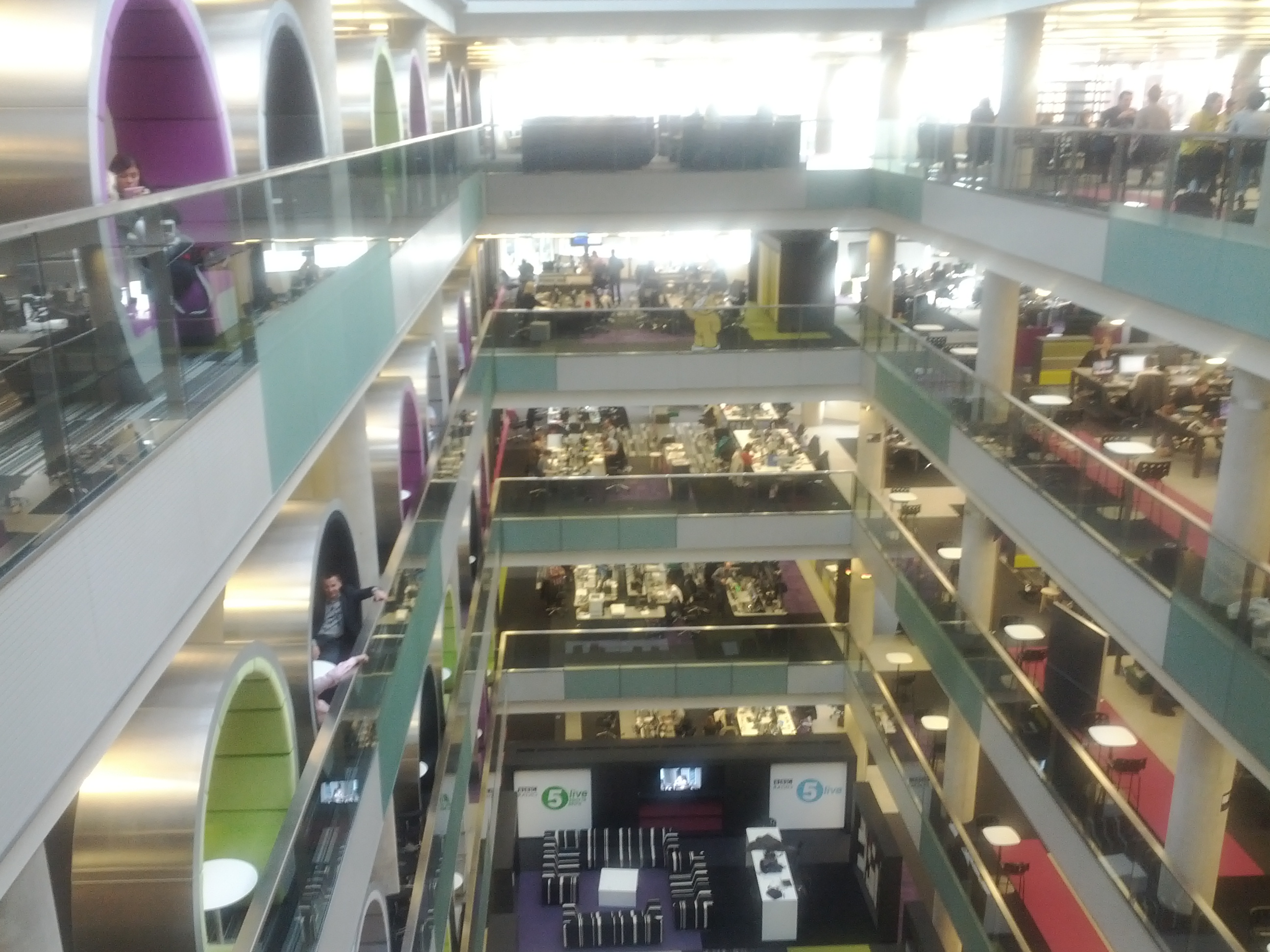
Quay House, parte de la presencia de la BBC en MediaCityUK

BBC Manchester (a menudo conocida como BBC Salford ) es la sede regional de British Broadcasting Corporation para el noroeste, la región de la BBC más grande del Reino Unido. BBC Manchester es un departamento de la división BBC North Group . La BBC considera al departamento de Manchester como una de sus tres principales bases nacionales junto a Londres y Bristol, y ha tenido presencia en la ciudad desde el lanzamiento de la estación de radio 2ZY en 1922. La BBC tuvo su primer estudio fuera de Londres en 1954 cuando la Corporación arrendó los Dickenson Road Studios . En 1967, se tomó la decisión de construir un edificio de la BBC especialmente diseñado en Manchester en Oxford Road que se inauguró en 1976. 
La industria de la televisión de Mánchester tuvo problemas a principios de la década de 2000 cuando Granada Television redujo sus operaciones en Mánchester y la recién formada ITV optó por trasladar sus operaciones a Londres, lo que significó que New Broadcasting House y Granada Studios estaban infrautilizados. BBC Television Centre en Londres, Granada Studios y New Broadcasting House en Mánchester estaban llegando al final de su período operativo y la BBC decidió transferir más departamentos al norte, preferiblemente a Mánchester, donde tienen su sede durante 90 años. La medida tendría como objetivo impulsar la debilitada industria de los medios de Mánchester, reducir los costos operativos en comparación con Londres y representar el norte de Inglaterra de manera más proporcional.
La BBC decidió mudarse a MediaCityUK en Salford Quays, a poca distancia del centro de la ciudad. BBC Manchester transferido de New Broadcasting House.

## Historia

### Primeros estudios

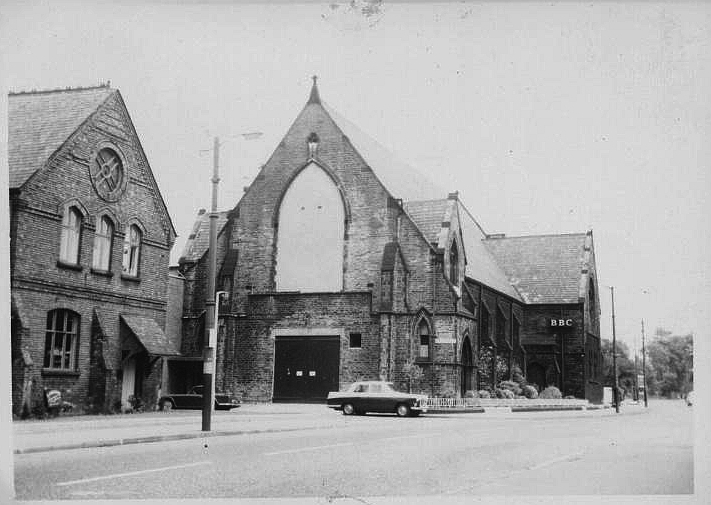
Dickenson Road Studios en Rusholme, el primer estudio de televisión de la BBC fuera de Londres

En Mánchester se levantó el primer estudio de televisión de la BBC fuera de Londres en 1954 con la adquisición de Dickenson Road Studios en Rusholme, que era una iglesia convertida. La BBC formó BBC Manchester en la década de 1950 y el departamento de Mánchester compró los estudios a Mancunian Films . La BBC formó otro centro de producción, BBC Piccadilly Studios en el centro de la ciudad de Mánchester en 1957 para la programación local.

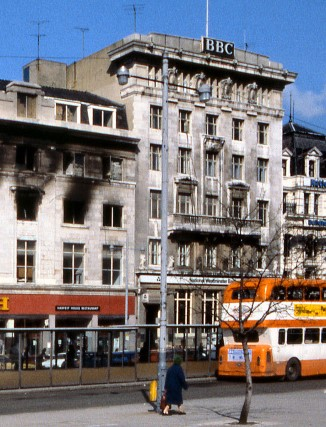
BBC Piccadilly Studios en mayo de 1979

Los estudios Dickenson Road fueron la base original para Top of the Pops de la primera edición transmitida el día de Año Nuevo de 1964 de Studio A. Los DJ Jimmy Savile y Alan Freeman presentaron en una semana en la que The Beatles, con " I Want to Hold Your Hand ", el número uno de esa semana. Una modelo mancuniana, Samantha Juste, era la "chica disco" habitual. El fotógrafo local Harry Goodwin fue contratado para proporcionar tomas de artistas que no aparecían y también para proporcionar fondos para el resumen de la lista.
En 1972, el locutor local Stuart Hall presentó It's a Knockout . Stuart Hall comentó que el programa era como "los Juegos Olímpicos con natillas". El programa fue revivido bajo la propiedad de BBC Manchester con cifras de audiencia que aumentaron de 100.000 a 15 millones.
La instalación de Dickenson Road permaneció en uso hasta 1975 cuando la BBC se mudó a New Broadcasting House .

### New Broadcasting House

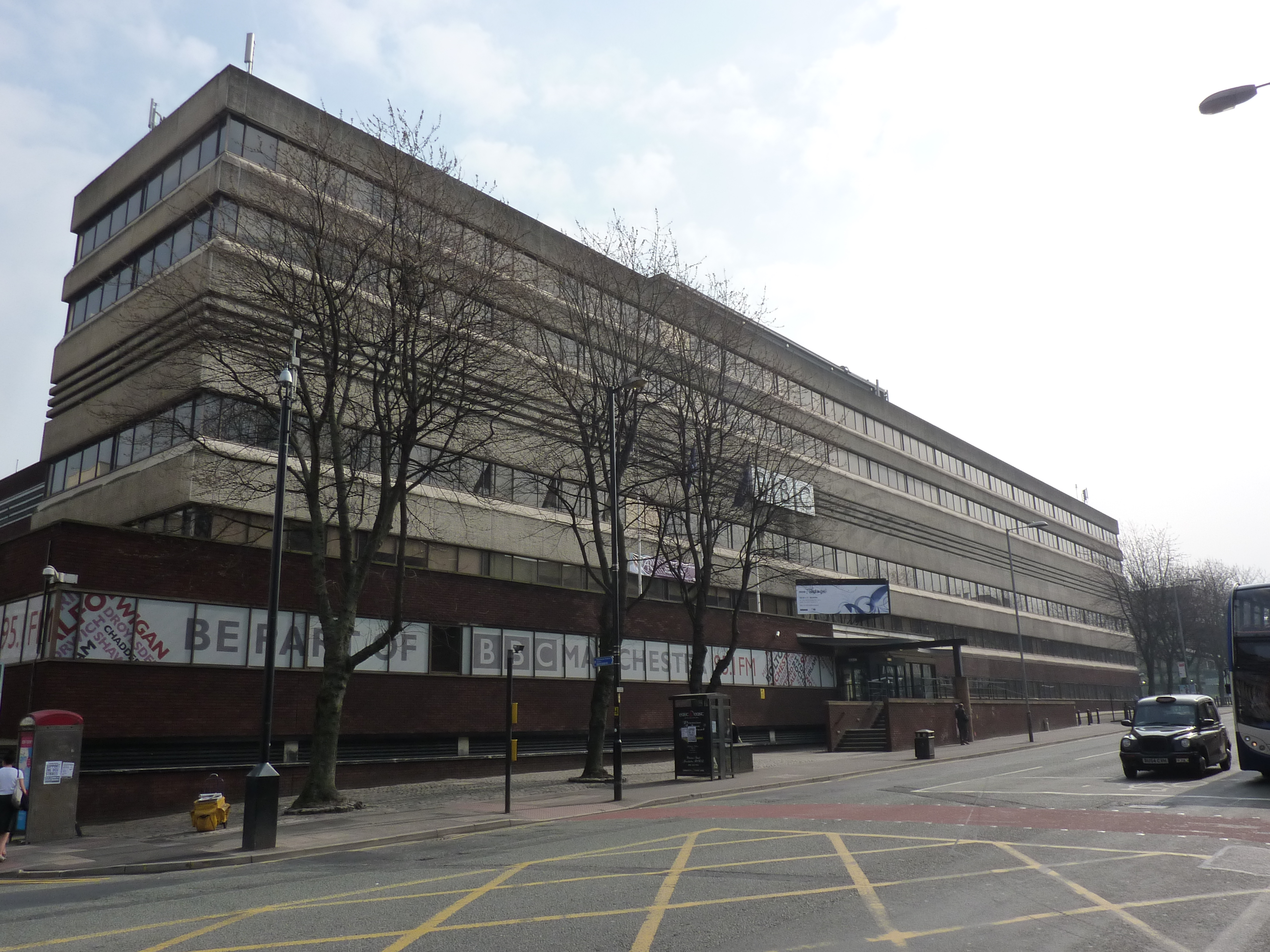
New Broadcasting House, sede de BBC Manchester desde 1975 hasta 2011

Desde 1975, la base de BBC Manchester fue New Broadcasting House en Oxford Road en el centro de la ciudad de Mánchester .
New Broadcasting House tenía un estudio pequeño y un estudio grande, Studio A, que estaba equipado para programación en vivo y grabación de programas de teatro. Studio A experimentó una importante expansión de £ 6 millones en 1989 que aumentó el volumen del estudio en un 80%. Una vez finalizado, fue el estudio de la BBC más grande fuera de Londres con 6,204 pies
Los primeros años de la década de 2000 fueron difíciles para BBC Manchester y la caída de Granada Television como resultado de la adquisición de ITV en 2004 afectó el nivel de producción de programas. 3SixtyMedia Studios en Granada Studios y New Broadcasting House solo tenían suficiente trabajo de filmación para operar dos estudios, a pesar de tener cinco disponibles. Poco después se encargaron nuevos programas como Life on Mars, Dragons 'Den y Waterloo Road  y Mánchester es ahora la segunda industria creativa más grande de Europa. BBC Manchester fue la base de programas como It's a Knockout y Red Dwarf, mientras que programas como A Question of Sport se originaron allí.
En 2003, mientras BBC Pacific Quay, The Mailbox y BBC White City estaban siendo remodelados, se promocionó que el sitio de New Broadcasting House podría ser remodelado, pero esta idea finalmente se archivó para crear nuevos estudios de televisión especialmente diseñados. BBC Manchester transfirió su base a MediaCityUK en 2011, que se encuentra a dos millas al oeste de New Broadcasting House en Salford Quays . New Broadcasting House fue demolido en 2013, y el terreno ahora se está convirtiendo en edificios de oficinas y alojamiento de gran altura bajo el nombre de 'Circle Square'.
Granada Studios
La BBC poseía anteriormente el 20% de Granada Studios través de 3SixtyMedia, una empresa conjunta entre la BBC y ITV Studios. La empresa tenía como objetivo reducir costes para la BBC y Granada. Esto también le dio a la BBC un mayor uso de los Estudios de Granada, lo que permitió a la BBC reducir la producción en el Estudio A de Oxford Road y, en cambio, utilizar los tres estudios más grandes en el sitio de Granada
En 2013, la producción de televisión en Granada Studios cesó, y las producciones se transfirieron a MediaCityUK. Los estudios se vendieron al Ayuntamiento de Mánchester y al promotor inmobiliario Allied London.

### BBC Manchester gran pantalla

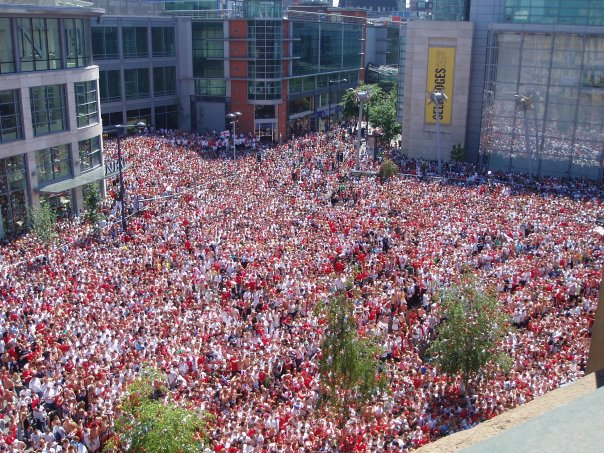
Pantalla grande de la BBC en Exchange Square, Manchester

La primera gran pantalla de la BBC se erigió en Mánchester. La pantalla se convirtió en una característica permanente de Exchange Square en 2003 después de una prueba exitosa en Mánchester durante eventos clave como los Juegos de la Commonwealth de 2002, el Jubileo de Oro en 2002 y la Copa Mundial de Fútbol de 2002 .